# Лукас Мај
Ларс Лукас Мај (Дрезден, 31. март 2000) немачки је фудбалски дефанзивац. Игра за Лугано.

## Клупска каријера
Мај је почео да игра у млађим редовима Бајерна у јулу 2014. након што је напустио Динамо Дрезден.
Мај је дебитовао за први тим Бавараца 21. априла 2018. под вођством Јупа Хајнкеса у победи над Хановером 3 : 0. Одиграо је свих 90 минута и тако постао први играч Бајерна рођен 2000. године који је заиграо у Бундеслиги.
Мај је потписао свој први професионални уговор са Бајерном, 27. априла 2018, на три године.
Позајмљен је на годину дана немачком друголигашу Дармштату 2020. године.

## Лични живот
Старији Мајов брат, Себастијан, такође је фудбалер.

## Статистике каријере

### Клуб
Ажурирано 22. децембра 2019.
| Клуб             | Сезона    | Лига                     | Лига    | Лига   | Куп     | Куп    | Европа  | Европа | Укупно  | Укупно |
| Клуб             | Сезона    | Дивизија                 | Наступи | Голови | Наступи | Голови | Наступи | Голови | Наступи | Голови |
| ---------------- | --------- | ------------------------ | ------- | ------ | ------- | ------ | ------- | ------ | ------- | ------ |
| Бајерн Минхен II | 2017/18.  | Регионална лига Баварска | 1       | 0      | —       | —      | —       | —      | 1       | 0      |
| Бајерн Минхен II | 2018/19.  | Регионална лига Баварска | 23      | 1      | —       | —      | —       | —      | 23      | 1      |
| Бајерн Минхен II | 2019/20.  | Трећа лига Немачке       | 17      | 1      | —       | —      | —       | —      | 17      | 1      |
| Бајерн Минхен II | Totals    | Totals                   | 41      | 2      | —       | —      | —       | —      | 41      | 2      |
| Бајерн Минхен    | 2017/18.  | Бундеслига               | 2       | 0      | 0       | 0      | 0       | 0      | 2       | 0      |
| Свеукупно        | Свеукупно | Свеукупно                | 43      | 2      | 0       | 0      | 0       | 0      | 43      | 2      |

## Успеси

### Клуб
Бајерн Минхен II
- Регионална лига Баварска: 2018/19.
- Међународни куп Премијер лиге: 2018/19.[6]

Бајерн Минхен
- Бундеслига: 2017/18, 2018/19, 2019/20.
- Куп Немачке: 2018/19, 2019/20.